# Rượu vang cam

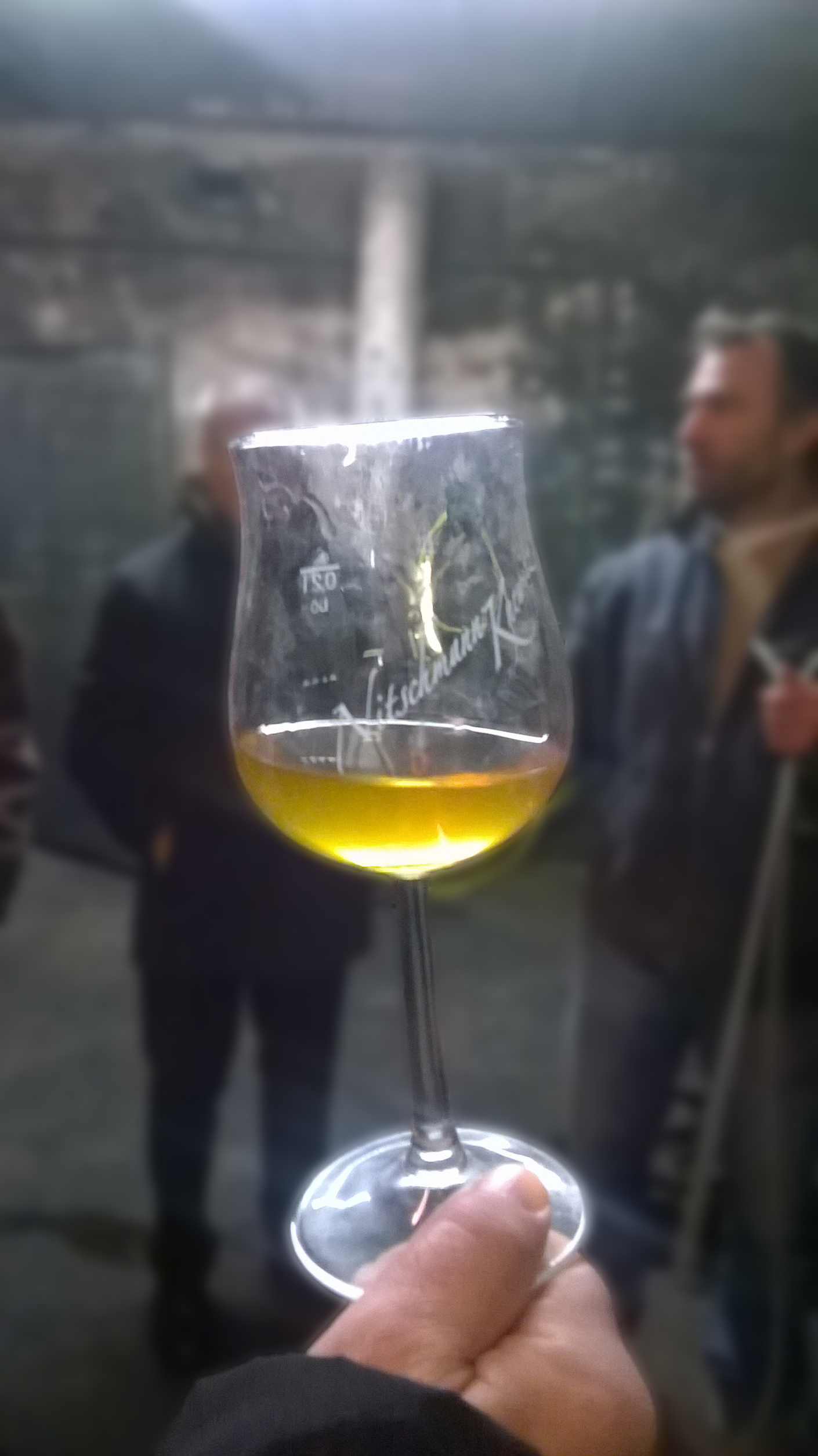
Rượu vang cam trước khi rõ ràng và ổn định

Rượu vang cam, còn được gọi là rượu vang trắng có tiếp xúc với vỏ nho, rượu vang trắng lên men với vỏ nho, hoặc rượu vang màu hổ phách,, là một loại rượu vang được làm từ nho trắng, trong đó vỏ nho không được loại bỏ như trong quá trình sản xuất rượu vang trắng thông thường, mà vẫn tiếp xúc với nước nho trong vài ngày hoặc thậm chí nhiều tháng. Điều này khác với quá trình sản xuất rượu vang trắng thông thường, trong đó nước nho được chuyển từ vỏ nho ra thùng lên men sau khi nho được ép. Vỏ nho chứa chất màu sắc, pha nô và tannin, những yếu tố này thường được coi là không mong muốn trong rượu vang trắng thông thường. Tuy nhiên, trong quá trình sản xuất rượu vang đỏ, tiếp xúc và lên men với vỏ nho là một phần quan trọng tạo ra màu sắc, hương vị và cấu trúc đặc trưng của rượu vang đỏ.

## Lịch sử
Phương pháp này có lịch sử lâu đời trong nghề làm rượu, từ hàng trăm năm trước ở Slovenia và Friuli-Venezia Giulia, Ý, và hàng nghìn năm ở Gruzia, quốc gia sản xuất rượu vang Đông Âu. Phương pháp này đã được tái phổ biến bởi các nhà làm rượu Ý và Slovenia sau khi họ thăm Gruzia và nhập khẩu các thùng chứa gọi là "qvevri". Ban đầu, phương pháp này được áp dụng ở khu vực biên giới giữa Friuli-Venezia Giulia và Gorizia Hills, và hiện nay cũng có sự sản xuất rượu vang cam ở Tây Ban Nha, Slovenia, Croatia, Slovakia, Áo, Đức, New Zealand và California.
Rượu vang trắng ủ với vỏ nho từng phổ biến ở Ý cho đến những năm 1950 và 1960, nhưng sau đó đã không còn được ưa chuộng khi rượu vang trắng tươi mới và kỹ thuật "đúng chuẩn" trở nên phổ biến hơn trên thị trường.

## Rượu vang cam
Thuật ngữ "rượu vang cam" được sáng tạo bởi một người nhập khẩu rượu vang người Anh là David A. Harvey vào năm 2004. Rượu vang cam có màu cam hoặc màu hổ phách, được tạo ra thông qua việc tiếp xúc của rượu vang trắng với màu sắc của vỏ nho.
Ở Gruzia, rượu vang trắng tiếp xúc với vỏ nho được gọi là “ქარვისფერი ღვინო” (karvisperi ghvino) - rượu vang hổ phách, một tên gọi truyền thống.
Ngày Quốc gia Rượu Vang Cam được kỷ niệm hàng năm vào ngày 6 tháng 10.

## Các loại rượu vang
Sự khác biệt cơ bản giữa rượu vang cam và các loại rượu vang khác nằm ở màu sắc của nho và thời gian tiếp xúc với vỏ nho.
|           | Tiếp xúc lâu với vỏ nho | Tiếp xúc ngắn với vỏ nho | Không tiếp xúc với vỏ nho |
| --------- | ----------------------- | ------------------------ | ------------------------- |
| Nho đỏ    | rượu vang đỏ            | rượu vang hồng           | rượu vang trắng           |
| Nho trắng | Rượu vang cam           | Rượu vang cam            | rượu vang trắng           |

Rượu vang đỏ được làm từ nho đỏ. Sau khi nho đỏ được nghiền, vỏ nho vẫn tiếp xúc với nước từ 1 tuần đến 1 tháng, và rượu có màu đỏ hoặc đỏ sậm. Rượu hồng, khi rượu hồng là sản phẩm chính, cũng được sản xuất từ nho đỏ. Sau khi nho được nghiền, vỏ chỉ tiếp xúc với nước trong vài giờ trước khi ép, nhưng trong thời gian ngắn đó, vỏ nho mang đến cho rượu màu hồng nhạt đặc trưng.
Rượu vang trắng có thể được làm từ nho đỏ hoặc nho trắng. Nho được nghiền và vỏ nho được gỡ ngay lập tức. Vì vỏ nho không tham gia quá trình lên men, màu sắc của chúng không quan trọng và rượu có màu trung tính, từ xanh lá cây đến vàng nhạt. Rượu cam làm từ nho trắng. Sau khi nho được nghiền, vỏ nho tiếp xúc với nước từ 1 tháng đến 6 tháng, và rượu có màu hổ phách hoặc màu cam.